# Ґронди (Кольський повіт)
Ґронди (пол. Grądy) — село в Польщі, у гміні Осек-Малий Кольського повіту Великопольського воєводства.
Населення — 35 осіб (2011).
У 1975-1998 роках село належало до Конінського воєводства.

## Демографія
Демографічна структура станом на 31 березня 2011 року:
|          | Загалом | Допрацездатний вік | Працездатний вік | Постпрацездатний вік |
| -------- | ------- | ------------------ | ---------------- | -------------------- |
| Чоловіки | 16      | 2                  | 11               | 3                    |
| Жінки    | 19      | 2                  | 11               | 6                    |
| Разом    | 35      | 4                  | 22               | 9                    |